# نورمن هیوز
نورمن هیوز (انگلیسی: Norman Hughes؛ زادهٔ ۳۰ سپتامبر ۱۹۵۲) بازیکن هاکی روی چمن اهل بریتانیا است.